# Ròsides
Les ròsides (Rosidae) són un clade o grup monofilètic dins el sistema APG II de classificació de les plantes amb flor (angiospermes) del 2003.
Els rosids i els asterids són els dos clades que formen els eudicots superiors.
- clade rosids
família Aphloiaceae
família Geissolomataceae
família Ixerbaceae
família Picramniaceae
família Strasburgeriaceae
família Vitaceae
ordre Crossosomatales
ordre Geraniales
ordre Myrtales
clade eurosids I
família Zygophyllaceae [+ família Krameriaceae]
família Huaceae
ordre Celastrales
ordre Malpighiales
ordre Oxalidales
ordre Fabales
ordre Rosales
ordre Cucurbitales
ordre Fagales
clade eurosids II
família Tapisciaceae
ordre Brassicales
ordre Malvales
ordre Sapindales

Nota: "+ ..." = família separada opcional, pot separar-se de la família precedent.